# المبروك بنحمادي
المبروك بنحمادي شهر المنجي حمادي، ولد في 21 فيفري 1955 بمدينة قبلي بالجنوب التونسي وتوفي بها إثر مرض عضال يوم 14 أوت 2014. مدرب كرة قدم.
- المهنة الأصلية: أستاذ رياضيات بالمعاهد الثانوية

## التكوين الرياضي
- - الدرجة الأولى للتدريب في كرة القدم تحت إشراف الجامعة التونسية لكرة القدم والمعهد الأعلى للرياضة بتونس سنة 1987:الرتبة الأولى
  - الدرجة الثانية للتدريب في كرة القدم تحت إشراف الجامعة التونسية لكرة القدم والمعهد الأعلى للرياضة بتونس والأكاديمية الدولية «ماكولان» سنة 1990 :الرتبة الأولى
  - الدرجة الثالثة للتدريب في كرة القدم تحت إشراف الجامعة التونسية لكرة القدم والاتحاد الدولي لكرة القدم سنة 2004-2005.[2]

## لاعب كرة قدم
لعب المبروك حمادي والمعروف بالمنجي حمادي كرة القدم منذ كان عمره 10 سنوات، واستمر بدون انقطاع لمدة عشرين عاما، حيث كان في المنتخب الإقليمي للناشئين فيما بين 1965 و1968، ومنذ عام 1975 وإلى عام 1985 تقلد مهمة قائد فريق الواحة الرياضية بقبلي. كما لعب كرة القدم في منتخبات المعاهد الثانوية وفي المنتخبات الجامعية وكان على وشك الانضمام إلى أحد النوادي الكبرى بالعاصمة التونسية....

## مدرب كرة قدم
دخل المبروك حمادي ميدان التدريب منذ عام 1979 إذ عهدت إليه الفئات السنية بنادي واحة قبلي، ومنتخبات التربية والتعليم. ومن الفرق التي تولى تدريبها منذئـذ:
- الواحة الرياضية بقبلي لعدة سنوات وكانت البداية منذ عام 1988. وقد عاد إليها هذا العام.
- في عام 1998-1999 تولى تدريب نادي نادي العروبة السعودي الذي صعد إلى الدرجة الأولى.
- في عام 2000 2001 درب الفريق الأول للهلال الرياضي بالرديف (درجة 1)	.
- وفي عام 2005-2006 درب الفريق الأول بنادي الحياد الليبي (درجة 1).
- والتحق في بداية الموسم 2008-2009 لتدريب نادي التعاون السعودي حيث كان محل تقدير وإعجاب بقدراته الفنية وأسلوبه في التدريب وبحسن تعامله مع الجميع,

إلاأنه انسحب معتذرا عن المواصلة مضطرا بسبب التزام سابق.
- 2010-2011 عودة إلى نادي التعاون السعودي بالدوري المحترف-دوري زين-لتدريب الفريق الأولمبي
- كما قام بتدريب عدة نواد محلية أخرى.

ٍِّّْبعض الأوضاع الخاصة دفعته إلى الاعتذار عن تدريب بعض الأندية المحترفة..الأمر الذي جعله بعيدا عن الأضواءرغم ما يمتلكه من إمكانيات عريضة وأساليب راقية في التدريب فضلا عما عرف عنه من أخلاق رفيعة

## في رصيده
- 7 بطولات صعود إلى الدرجة الأعلى في تونس وفي السعودية
- 6 بطولات الدرجة الأولى والثانية في تونس (الواحة الرياضية بقبلي ونادي دوز)
- بطولة الدرجة الثانية في المملكة العربية السعودية(نادي العروبة)
- تكوين عشرات اللاعبين وإلحاقهم بالبطولات المحترفة في تونس وخارجها.(مرابط- الجواشي- بن عمارة- دخيل-عبيد- بواب- كريدان -عاشور...)
- 13 كاس وبطولة لفئات الشباب والناشئين من ضمنها بطولتي المنطقة والمنطقة الشمالية مع شباب العروبة بالسعودية.[2]

## وصلة خارجية
حوار مع المدرب المبروك بنحمادي على شبكة نادي الشباب السعودي